# 拉鲁凯特
拉鲁凯特（法語：La Rouquette，法語發音：[la ʁukɛt]）是法国阿韦龙省的一个市镇，属于鲁埃格自由城区。

## 地理
拉鲁凯特（44°18'8"N, 1°58'28"E）面积29.81 平方千米，位于法国奧克西塔尼大區阿韦龙省，该省份为法国南部内陆省份，位于法國中央高原南部，北起顺时针与康塔爾省、洛泽尔省、加尔省、埃罗省、塔恩省、塔恩-加龙省和洛特省接壤。
与拉鲁凯特接壤的市镇（或旧市镇、城区）包括：蒙泰伊、桑旺萨、萨维尼亚克、瓦尤尔勒、鲁埃格自由城、卡斯塔内。

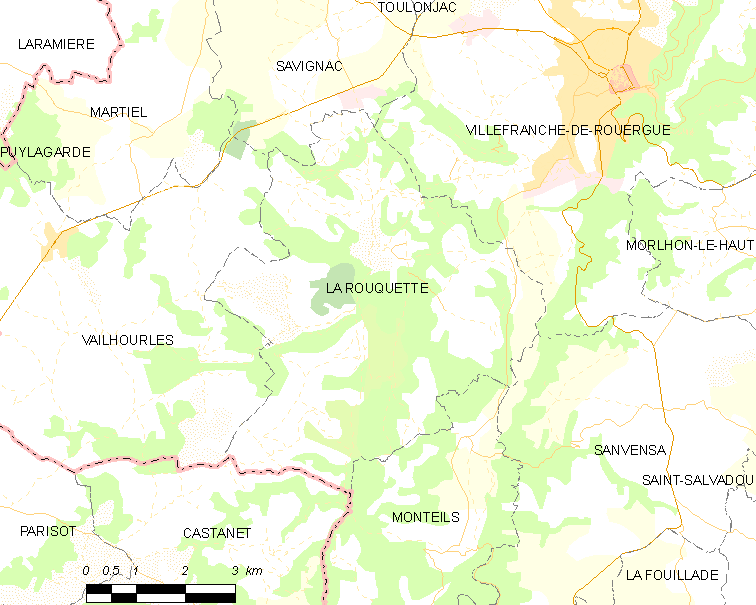
拉鲁凯特的OSM定位图

拉鲁凯特的时区为UTC+01:00、UTC+02:00（夏令时）。

## 行政
拉鲁凯特的邮政编码为12200，INSEE市镇编码为12205。

## 政治
拉鲁凯特所属的省级选区为鲁埃格自由城县。

## 人口

1962-2008年间拉鲁凯特人口变化图示

拉鲁凯特于2022年1月1日时的人口数量为774人。